# Projekt 611
Projekt 611 (v kódu NATO třída Zulu) je třída stíhacích ponorek dlouhého dosahu, postavených v Sovětském svazu v době studené války. Pro sovětské námořnictvo bylo postaveno 26 ponorek této třídy. Všechny již byly ze služby vyřazeny.

## Pozadí vzniku

Nákres ponorky projektu 611

Ponorky projektu 611 byly vyvinuty jako první sovětské poválečné oceánské ponorky. V jejich konstrukci přitom byly využity zkušenosti ze studia čtyř německých ponorek typu XXI, které SSSR získal po druhé světové válce. Sovětské loděnice v Leningradu a Severodvinsku postavily mezi lety 1952–1955 celkem 26 ponorek této třídy. Vyřazovány byly zejména během 70. a 80. let.

## Varianty
- Zulu I – Základní varianta stíhací ponorky. Výzbroj tvořilo deset 533mm torpédometů (šest příďových a čtyři záďové), pro která bylo neseno 22 torpéd či 44 námořních min. Ponorky rovněž nesly jeden 100mm kanón a 25mm dvoukanón. Pohonný systém tvořily tři dieselové motory a tři elektromotory. Ponorka dosahovala nejvyšší rychlosti 17 uzlů na hladině a 15 uzlů pod hladinou.
- Zulu II – Stíhací ponorky. Hlavňovou výzbroj tvořil jeden 25mm dvoukanón.
- Zulu III – Stíhací ponorky. Hlavňovou výzbroj tvořil jeden 25mm dvoukanón.
- Zulu IV – Stíhací ponorky. Bez hlavňové výzbroje.
- Zulu IV 1/2 – Stíhací ponorka přestavěná na experimentální raketonosnou ponorku, nesoucí ve věži jednu raketu R-11FM Scud (v kódu NATO SS-N-1 Scud-A). Vůbec první sovětská ponorka nesoucí balistické rakety.
- Zulu V – Pět raketonosných ponorek, nesoucích v bojové věži dvě balistické rakety R-13 (v kódu NATO SS-N-4 Sark).